# Muffatwerk
Le Muffatwerk est un centre culturel et une centrale hydroélectrique privés situés dans le quartier de Haidhausen, à Munich. Historiquement, une centrale à vapeur était installée dans le bâtiment voisin de la centrale hydroélectrique. 

## Histoire
Le conseil d'urbanisme de Munich, Franz Karl Muffat, à côté de son frère Karl August, a fait construire en 1837 pour alimenter en eau la centrale d'Auer Mühlbach, sur l'île Kalkofen. En 1867, une centrale électrique a été développée avec une machine à vapeur. Après la mise en place de la conduite d’eau de la vallée de la Mangfall, l’usine de distribution d’eau a été fermée en 1883. Le Muffatbrunnhaus a alors été converti en centrale électrique, appelée Muffatwerk, qui était initialement utilisée pour alimenter le nouvel éclairage public. Les deux plus anciens bâtiments, de style néo-classique, et la dernière partie de Carl Hocheder avec le hall et la cheminée et sa base en style Art Nouveau sont des bâtiments répertoriés. Le Muffatwerk a été mis en service en 1893 à partir de l'énergie hydroélectrique. La chaufferie a été agrandie pour la dernière fois en 1936. En 1973, la centrale a été fermée, retransformée en 1992 pour l'usage culturel actuel. Le Muffathalle a ouvert ses portes en 1993, le café de plein air en 2002. Le Club Ampere a été achevé avec quelques salles et la transformation de l’ensemble du complexe en 2005.  

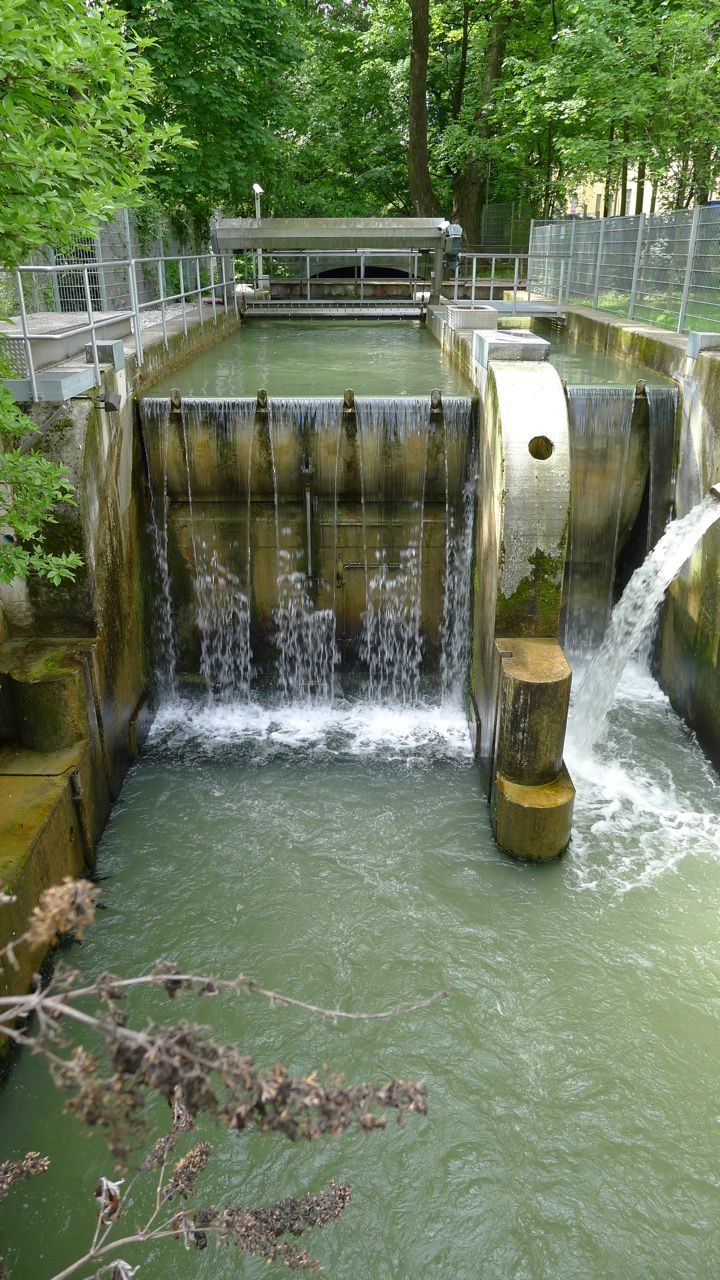
Cascade de l'Auer Mühlbach. Le générateur actuel de Muffatwerk est situé sous le barrage.

L'Auer Mühlbach se trouve aujourd'hui avec une cascade de quatre mètres de haut dans les locaux de l'usine. Là, il conduit une turbine Kaplan et génère ainsi 250 kilowatts d'électricité dans un groupe électrogène,.

## Ensemble construit avec le bâtiment Muffatwerk

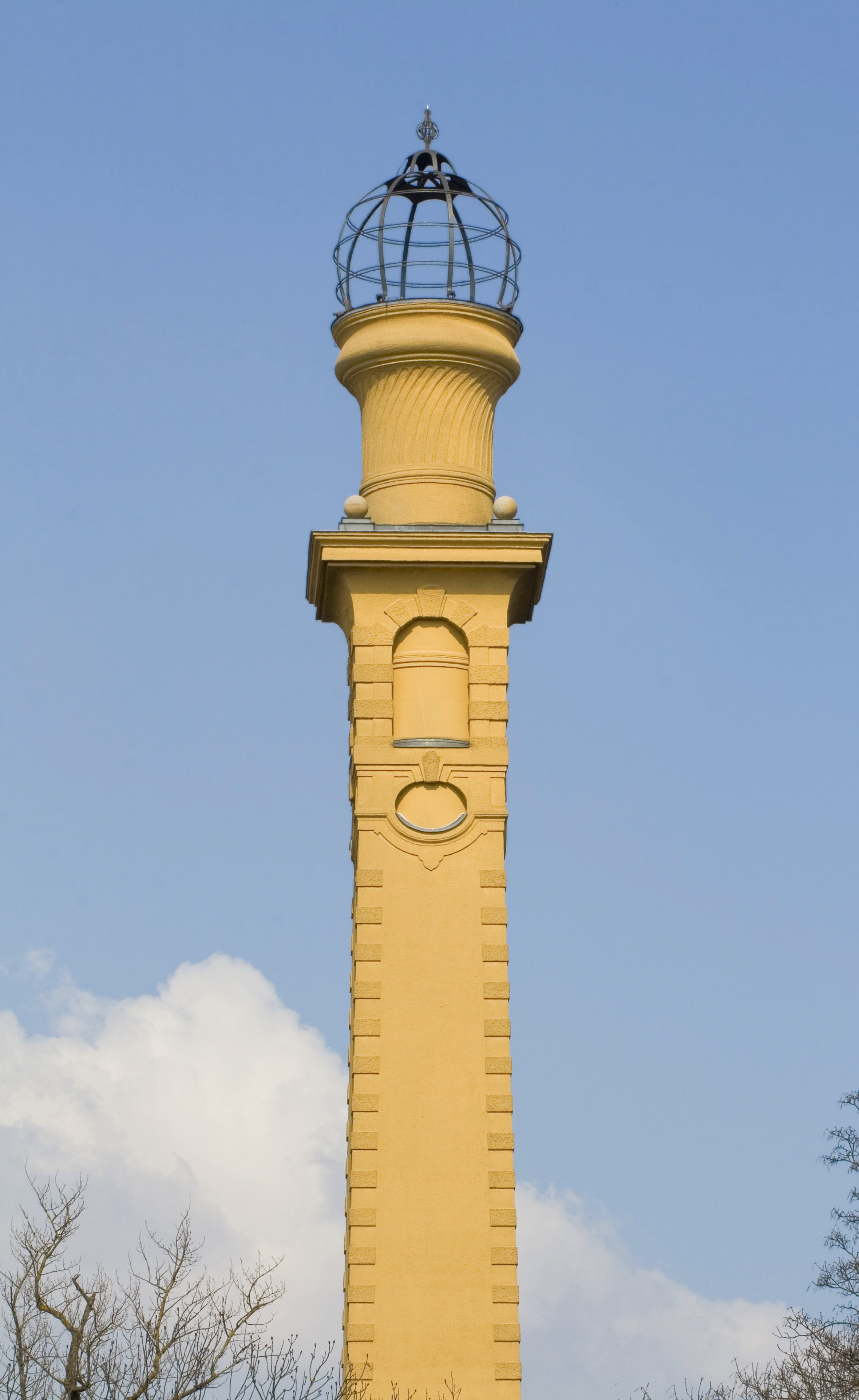
Détail de la tour

Pour le responsable de la centrale, une villa a été construite à côté; sa conception est également d'Hocheder. Le pont Kabelsteg, qui part du Muffatwerk sur l’île Prater dans l’Isar, a été construit en 1898 dans le but spécifique d’alimenter l’éclairage de la ville avec les câbles se trouvant à l’intérieur (d'où son nom de Pont des Câbles). De l'île Prater, le pont Mariannen mène à la rive gauche de l'Isar, en face du Muffatwerk. 

## Événements
En 2006, l'album live Boustrophedon a été enregistré par Transatlantic Art Ensemble d' Evan Parker.
- Muffatwerk

## Littérature
- Alexander Rotter, Eau et électricité pour Munich : Du nid de choléra à la brillante métropole, Weissenhorn, Anton H. Konrad Verlag, 2018, 144 p. (ISBN 978-3-87437-585-6), p. 103-106.
- Découvertes à Munich, Munich, MünchenVerlag, 2011, 165 p. (ISBN 978-3-937090-47-4)
- Thomas Münster: Voiture classique munichoise à la technologie des machines. Muffat et Maximilian fonctionne. Dans: journal sud-allemand de 17 ans. Août 1983.